# Smith Center
Smith Center är administrativ huvudort i Smith County i Kansas. Enligt 2020 års folkräkning hade Smith Center 1 571 invånare.

## Kända personer från Smith Center
- Roscoe Arbuckle, skådespelare